# Asimilație (lingvistică)
În fonetică, asimilația sau asimilarea este o schimbare fonetică foarte răspândită, prin care un sunet preia unele caracteristici articulatorii sau totalitatea acestora de la un sunet diferit, aflat în vecinătatea primului sau în apropierea acestuia. Fenomenul contrar asimilației este disimilația.
Asimilația poate fi privită din punct de vedere diacronic (al istoriei limbii) și din punct de vedere sincronic (al stării actuale a limbii). Din primul, asimilația este unul din fenomenele care explică diferențe între aspectul actual al unor cuvinte și cel al cuvintelor din care provin. De exemplu, la  corona a dat ro  cunună, în care una din schimbările fonetice a fost asimilarea lui [r] de către [n] din silaba următoare. Din al doilea punct de vedere, asimilația între sunetele finală și inițială ale cuvintelor care se succed joacă un rol important în menținerea fluenței și ritmului vorbirii. De pildă, sintagma en  ten mice „zece șoareci”, sună în vorbirea fluentă [ˈtemmaɪs].
La nivelul cuvântului izolat se pot deosebi, pe de o parte, asimilări standard. Măsura în care le consemnează ortografia diverselor limbi depinde de ce principii predomină în acestea. Bunăoară, ortografiile limbilor din diasistemul slav de centru-sud (bosniacă, croată, muntenegreană, sârbă), care sunt în relativ mare măsură fonetice, redau sistematic asimilările dintre morfemele care compun cuvintele. Astfel, substantivului Srbija „Serbia” îi corespunde adjectivul srpski „sârbesc”, cu asimilarea lui [b] de către [s]-ul inițial al terminației -ski. În schimb, în ortografia limbii maghiare, deși este fonetică în destul de mare măsură, redând în unele cazuri asimilările, principiul morfologic domină la contactul dintre morfeme și intră în contradicție cu ortoepia. Astfel, în cuvântul adtam „(eu) am dat”, format din radicalul ad + două sufixe gramaticale, se pronunță corect [ˈɒttɒm]. Pe de altă parte, există asimilări nestandard. Unele din acestea sunt regionale, ex. băiet în graiul moldovenesc, cu asimilarea lui [a] de către [j]. Altele sunt individuale, ex. poliloghie > polologhie, cu asimilarea lui [i] de către cei doi [o].

## Tipuri de asimilație
Asimilația este clasificată pe baza mai multor criterii.

### După natura sunetului asimilat
Pe baza acestui criteriu există, pe de o parte, asimilație consonantică:
ro  în + bun > îmbuna;
fr  absurde [apsyrd] „absurd(ă)”;
en  dogs [dɒɡz] „câini”;
sr  bez kuće „fără casă” > beskućnik (adjectiv) „fără adăpost”;
hu  százszor [ˈsaːssor] „de o sută de ori”.
Pe de altă parte, există asimilație vocalică. Aceasta are o mare importanță în limbile cu armonie vocalică, precum maghiara. În aceasta, cele mai multe sufixe au două variante, pentru a se putea armoniza cu vocalele din cuvântul la care se adaugă. Bunăoară, desinența cu sensul „în” are o variantă -ban, cu vocală posterioară, pentru cuvintele care au asemenea vocale, ex. a házban „în casă”, și una -ben, cu vocală anterioară, pentru a se armoniza cu asemenea vocale, ex. a képben „în imagine”. Mai există și o armonizare după caracterul rotunjit sau nerotunjit al vocalelor, referitor numai la cele anterioare. Astfel, unele sufixe au și o a treia variantă, pentru cuvintele în care ultima vocală este anterioară rotunjită, ex. desinența -hoz/-hez/-höz, corespunzătoare prepoziției la: a képhez „la imagine”, dar a földhöz „la pământ”.
În română există de asemenea asimilație vocalică, mai puțin răspândită, ex. adăuga > adăoga.

### După numărul trăsăturilor articulatorii care se modifică
Conform acestui criteriu, asimilația poate fi:
- parțială, numită și „acomodare”, ce privește schimbarea uneia sau cel mult a două dintre caracteristicile fonetice ale sunetului:

ro  des- + goli > dezgoli ([s] preia numai caracterul sonor al lui [g]);
fr  anecdote [anɛɡˈdɔt] „anecdotă”.
en  ten bikes [ˈtembaɪks] „zece biciclete”;
sr  težak „greu” > teška „grea”;
hu  színpad [ˈsiːmpɒd] „scenă”;
- totală, adică schimbarea tuturor caracteristicilor fonetice ale sunetului, astfel încât cele două sunete devin identice:

ro  slavă > nasŭpŭ > năsip > nisip;
fr  maintenant „acum” (pronunțare standard [mɛ̃tnɑ̃] > pronunțare individuală [mɛnnɑ̃]);
en  ten mice [ˈtemmaɪs] „zece șoareci”;
hu  község [ˈkøʃʃeːg] „comună” (substantiv).

### După distanța la care se găsesc cele două sunete
Asimilația în contact (organică) privește două sunete învecinate:
ro  merg > regional mărg;
fr  latină capsa > chasse „vânătoare”;
en  in- + regular > irregular „neregulat”;
cnr  pod- „sub-” + cijeniti „a estima” > potcijeniti „a subestima”;
hu  vas [vɒʃ] „fier” + golyó „bilă” > vasgolyó [ˈvɒʒɡojoː] „bilă de fier”.
Această asimilație poate fi și reciprocă, din două sunete rezultând unul diferit de ambele, cu particularități proprii amândurora:
en  don’t you [dəʊntʃʊ] „(tu) să nu”;
it  lat. aurum > oro „aur”;
hu  kertje [ˈkɛrcɛ] „grădina sa”.
Asimilația la distanță (armonică) privește sunete care nu sunt alăturate. Cazuri propriu-zise de asemenea asimilație sunt cele produse prin armonia vocalică (vezi mai sus). Poate fi vorba și de apariția unui sunet nou identic cu altul într-o silabă anterioară, fenomen numit „anticipare”, ex. ro  strachină > straichină (în Oltenia), sau într-o silabă posterioară (numită „propagare”): ro  lat. genuculus > rom. genunchi.

### După poziția față de reper a sunetului modificat
După acest criteriu, asimilația este:
- regresivă, când sunetul supus schimbării se află înaintea sunetului modificator:

ro  înmulți [ɨmmulˈtsi];
fr  obtenir [optəˈniːʀ] „a obține”;
en  ten bikes [ˈtembaɪks] „zece biciclete”;
cnr  vrabac „vrabie” > vrapca „al/a/ai/ale unei vrăbii”;
hu  teljes [ˈtɛjjɛʃ] „complet(ă)”.
- progresivă, când sunetul supus schimbării se află după sunetul modificator:

ro  țintirim > țințirim;
fr  cheveu [ʃfø] „fir de păr”;
en  Goodge Street [ˈɡʊdʒʃtriːt];
cnr  tvojeg(a) > tvoega(a) > tvoog(a) > tvog(a) „tău” la cazul genitiv [evoluția variantei tvog(a) din varianta tvojeg(a)];
hu  az ember „omul” + -vel „cu” > az emberrel „cu omul”.
Asimilația poate fi și dublă, adică în același timp regresivă și progresivă, ex. fr  épaissir „a îngroșa”, pronunțat [epεˈsiːʀ] sau [epeˈsiːʀ], în a doua pronunțare [ε] închizându-se sub influența vocalelor închise [e] (precedentă) și [i] (următoare).

### După trăsătura care se schimbă
La consoane se mai deosebesc și trei feluri de asimilație conform trăsăturii care se schimbă. Astfel există asimilație:
- după modul de articulare: in- + regular > irregular „neregulat(ă)” (schimbare din consoană nazală în vibrantă)[3];
- după locul de articulare: in- [ɪn] + complete > incomplete [ɪŋkəmˈpliːt] „incomplet(ă)” (alveolară > velară)[3];
- după sonoritate: des- + goli > dezgoli (surdă > sonoră)[2].